# آبشار دویلز پانچ بول
آبشار دویلز پانچ بول (به انگلیسی: Devil's Punch Bowl) آبشاری است که در همیلتون (انتاریو)، کانادا واقع شده و ارتفاع کلی ریزشگاه آن ۳۷ متر (۱۲۱ فوت) است.

## نگارخانه

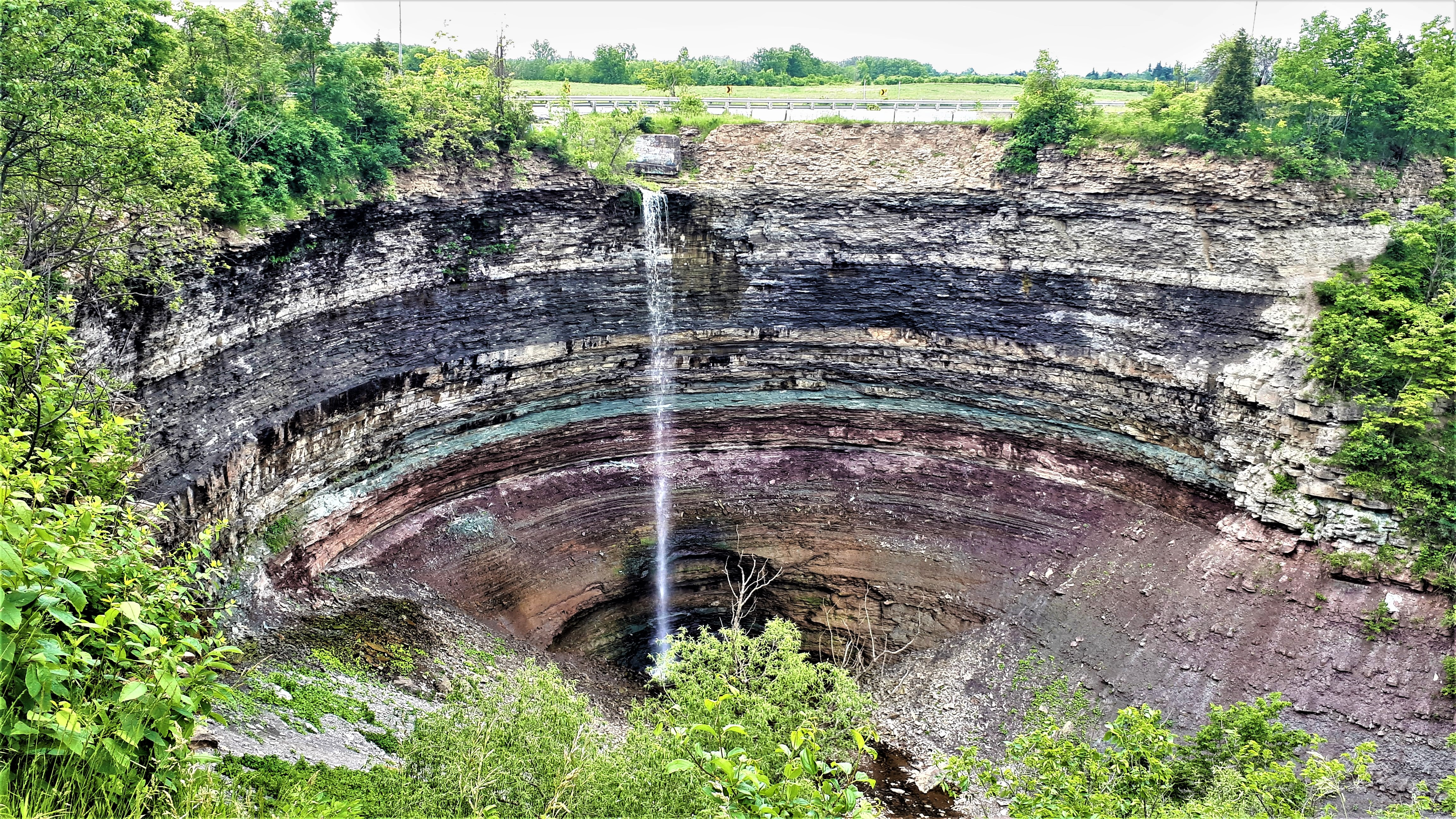
آبشار بالا دست
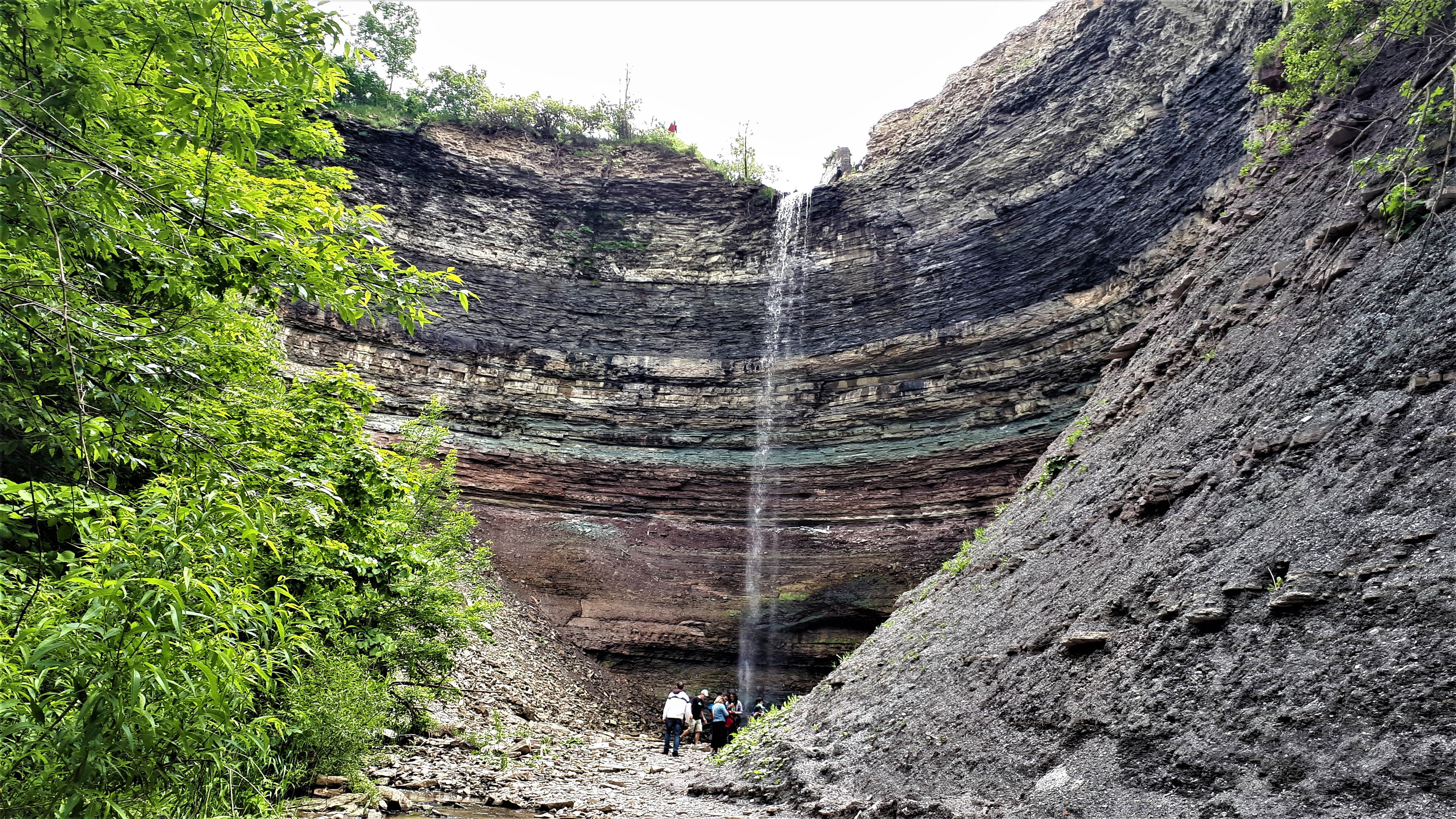
آبشار بالا دست
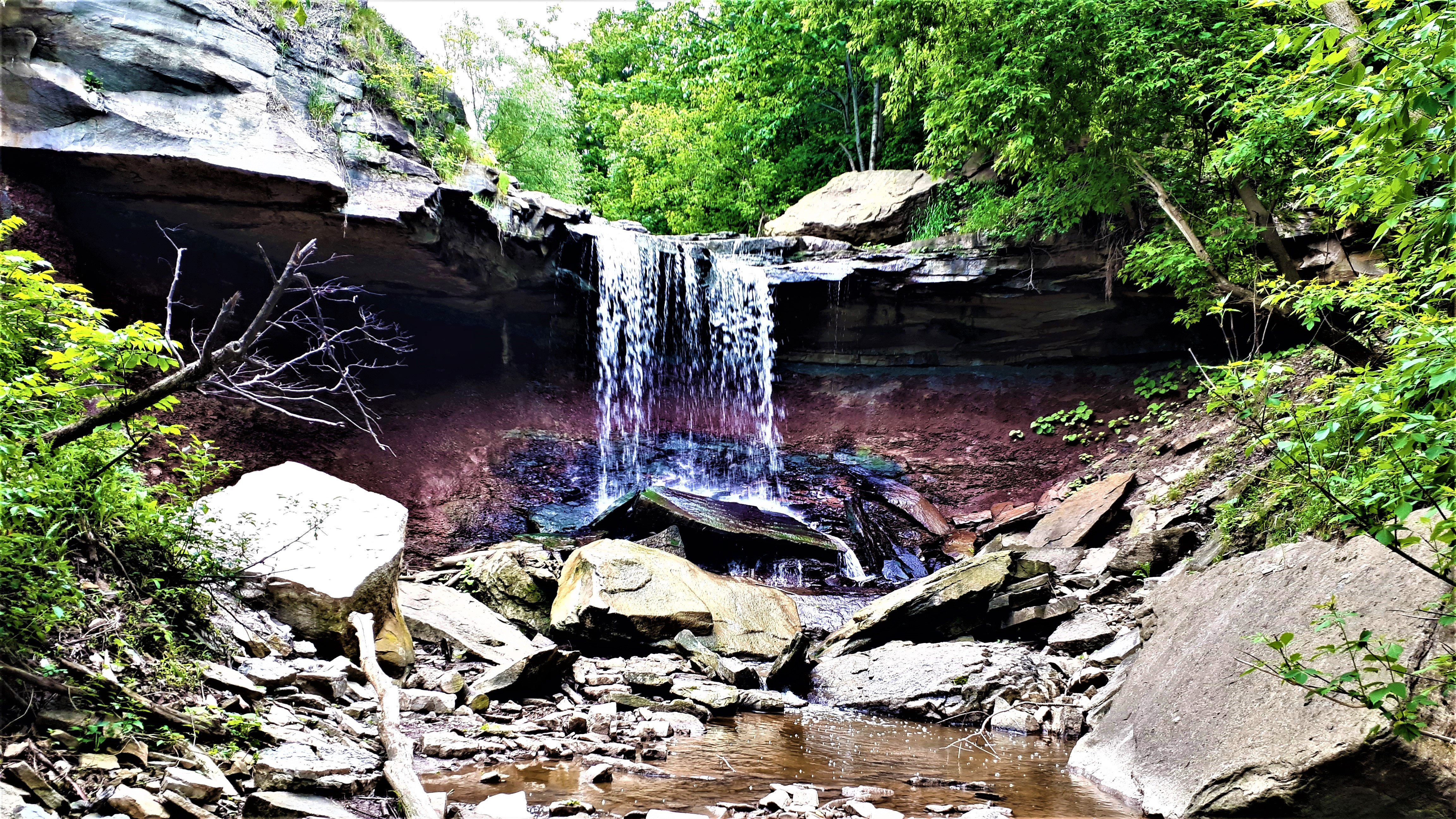
آبشار پایین دست
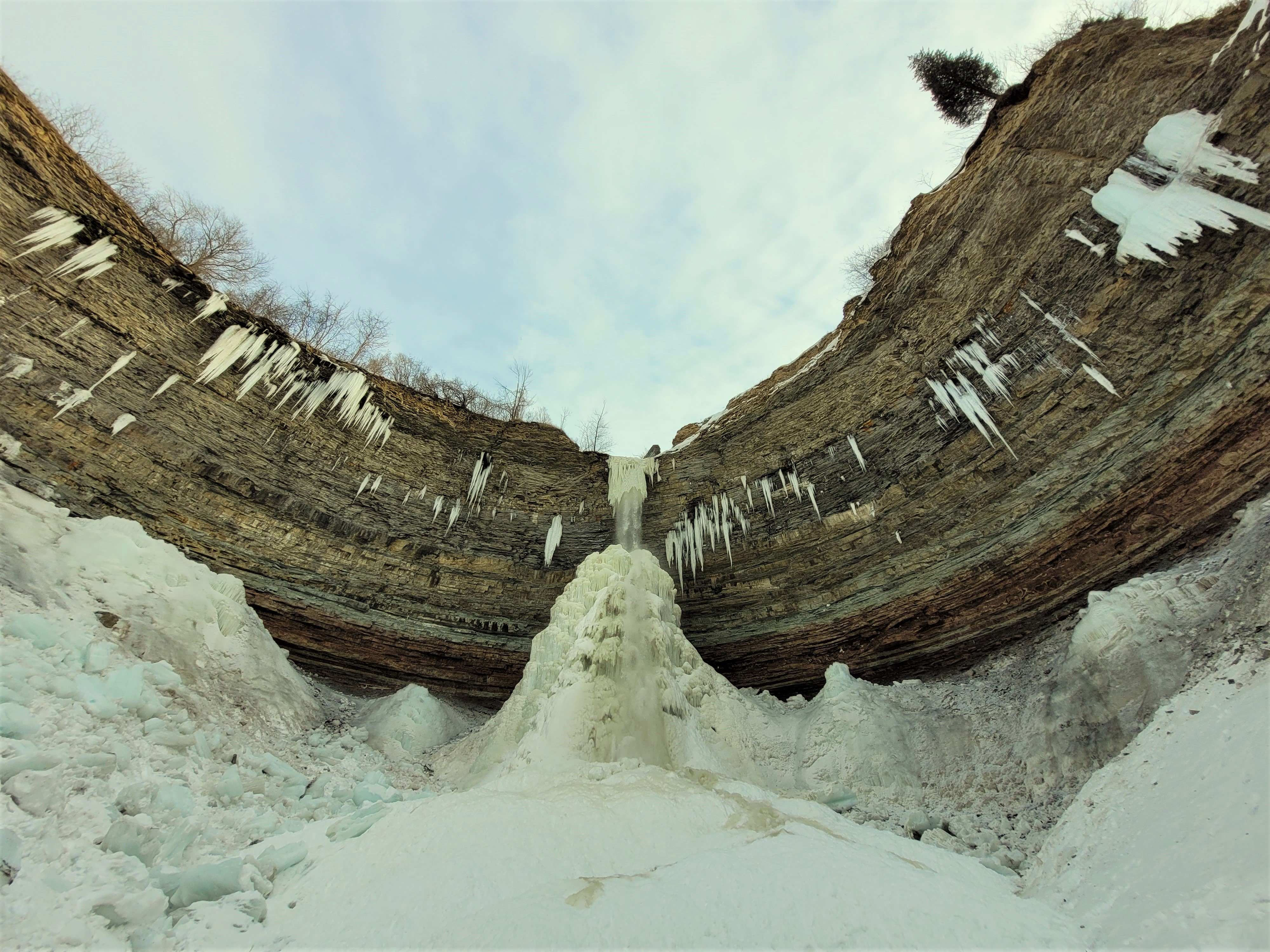
آبشار بالا دست در زمستان